# 巴滕貝格的愛麗絲公主
爱丽丝公主，全名维多利亚·爱丽丝·伊丽莎白·尤丽叶·玛丽（德語：Victoria Alice Elisabeth Julie Marie，1885年2月25日—1969年12月5日），出生于英格兰伯克郡的溫莎城堡，是路易·蒙巴頓及其夫人维多利亚公主的长女。
她嫁给了希臘的安德烈亞斯王子，有四女一子，唯一的儿子是愛丁堡公爵菲利普亲王，英國女王伊麗莎白二世的丈夫。她也是英王查尔斯三世的祖母。

## 生平
她的外婆是維多利亞女王的次女愛麗絲公主，故在英國出生。出生時已患聽障。她同時具有英國和德國貴族血統，童年時多穿梭英國、德國和地中海。
1903年嫁予安德烈亚斯王子後成為希臘和丹麥的王妃，並留在希臘。1917年和1922年兩度隨希臘王室流亡海外。1930年確診思覺失調症，並因而與丈夫分開、入住位於瑞士的精神病院，但遭殘酷方式治療。康復後返國，從事慈善活動，包括在二戰時收容猶太裔難民；戰後又成立了希臘正教修道院。
1967年希臘軍事政變時，愛麗絲公主被獨子菲利普亲王和媳婦伊利沙白二世接回英國，安享晚年。逝後按其遺願遷葬在耶路撒冷的抹大拉的马利亚教堂。
她於1993年和2010年，先後獲以色列和英國政府追封提名為國際義人和猶太人大屠殺中的英雄。

## 外部連結
- 爱丽丝公主 (巴滕贝格) （页面存档备份，存于） - 以色列猶太大屠殺紀念館 （英文）

1. ↑  The World Holocaust Remembrance Center